# Olaf B. Bjørnstad

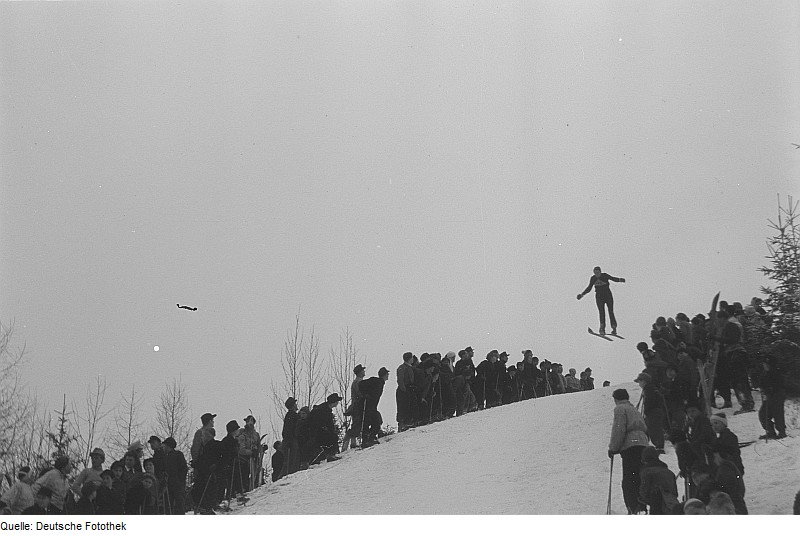
Backhoppning i Tyskland 1949.

Olaf Bjørn Bjørnstad, född 10 januari 1931, död 12 maj 2013, var en norsk backhoppare som vann tysk-österrikiska backhopparveckan säsongen 1953/1954, då han som första norrman vann tävlingen sammanlagt.

## Karriär
Olaf B. Bjørnstad uppmärksammades i hemlandet första gången 1952 då han blev nummer nio i Holmenkollrennet. Han tävlade i sin första stora internationella tävling då han deltog i den andra tysk-österrikiska backhopparveckan, säsongen 1953/1054. Redan i öppningstävlingen i Schattenbergbacken (tyska: Schattenbergschanze) i Oberstdorf i Tyskland vann Bjørnstad, 1,5 poäng sammanlagt före österrikiska favoriten och fjolårets segrare i backhopparveckan, Sepp Bradl. Bjørnstad vann även andre deltävlingen, i Große Olympiaschanze i Garmisch-Partenkirchen, 4,5 poäng före Eino Kirjonen från Finland. Sepp Bradl misslyckades något och blev nummer 14. Olaf B. Bjørnstad vann sin tredje raka delseger i backhopparveckan då han segrade i Bergiselbacken i Innsbruck i Österrike. Bjørnstad var 1,0 poäng före Matti Pietikäinen från Finland. Kirjonen blev nummer 5 i tävlingen (7,0 poäng efter Bjørnstad) och Bradl blev nummer 6 (12,0 poäng efter). Bradl vann avslutningstävlingen i Paul-Ausserleitner-Schanze i Bischofshofen i Österrike, men blev nummer tre sammanlagt efter att Bjørnstad blev nummer tre i sista tävlingen och vann backhopparveckan sammanlagt 36,9 poäng före Eino Kirjonen och 43,9 poäng före Bradl. Det var sju nordbor bland de åtta bästa sammanlagt i backhopparveckan 1953/1954 (Olaf B. Bjørnstad, Arfinn Bergmann och Arne Ellingsen från Norge, Eino Kirjonen och Aulis Kallakorpi från Finland och Toivo Lauren och Axel-Herman Nilsson från Sverige).
Framgångarna under backhopparveckan 1953/1954 blev Bjørnstads enda triumf internationellt. Han tävlade aldrig i de stora mästerskapen (Skid-VM och olympiska spelen). Han har två placeringar bland de tio bästa i norska mästerskap. Han blev nummer 5 i mästerskapen i Bavallsbakken i Voss 1955 och nummer 4 i Drafnkollen i Drammen 1956.